# Chiesa di Sant'Engelberto
La chiesa di Sant'Engelberto (in tedesco St. Engelbert) è una chiesa cattolica della città tedesca di Colonia.
Costituisce uno degli esempi più importanti di architettura ecclesiale moderna del periodo interbellico in Germania.

## Storia

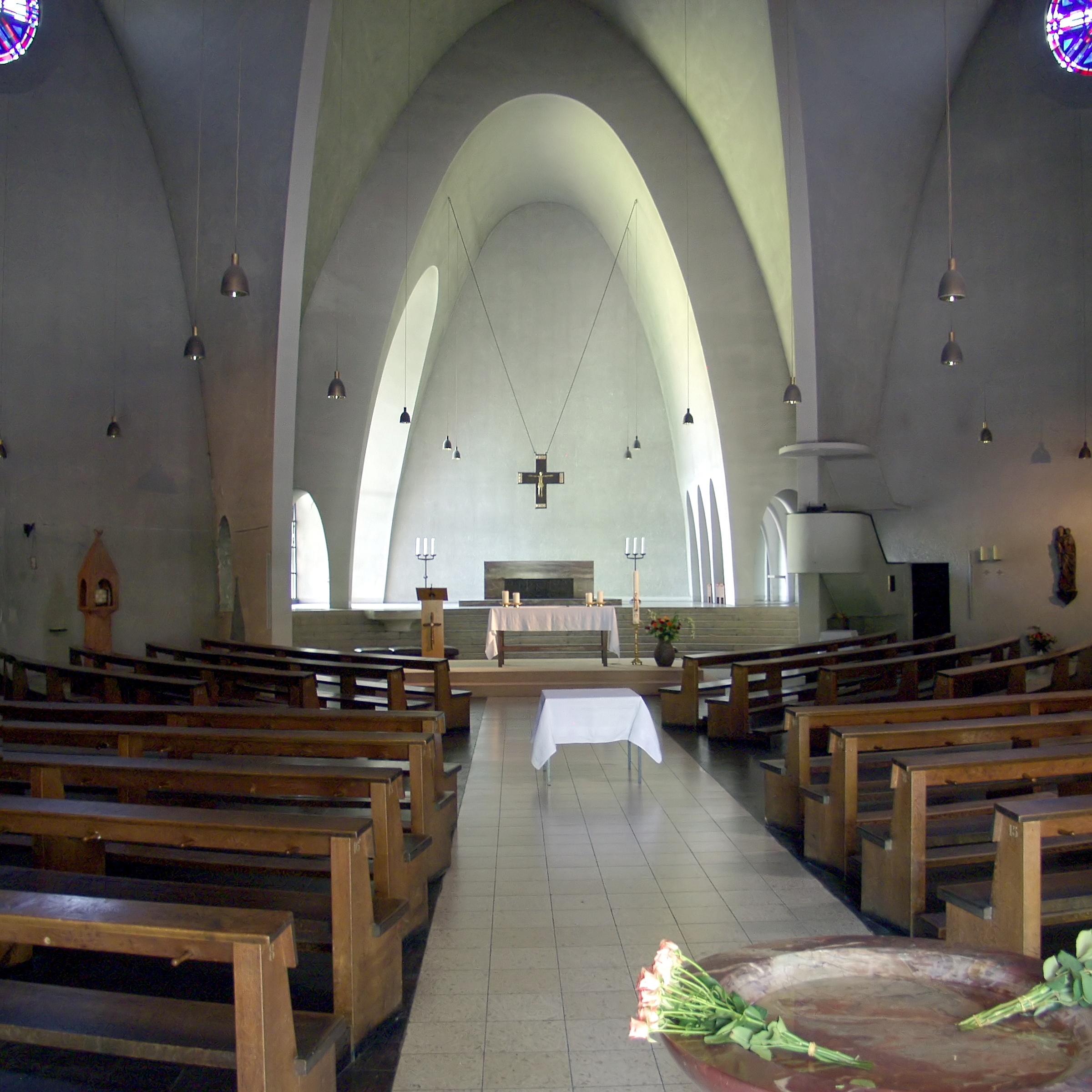
L'interno

La chiesa, dedicata al vescovo Engelberto di Colonia fu costruita dal 1930 al 1932 su progetto di Dominikus Böhm.
Per la sua forma, fortemente caratterizzata dalla struttura ad archi parabolici, venne soprannominata scherzosamente «spremilimoni» (Zitronenpresse).

## Caratteristiche

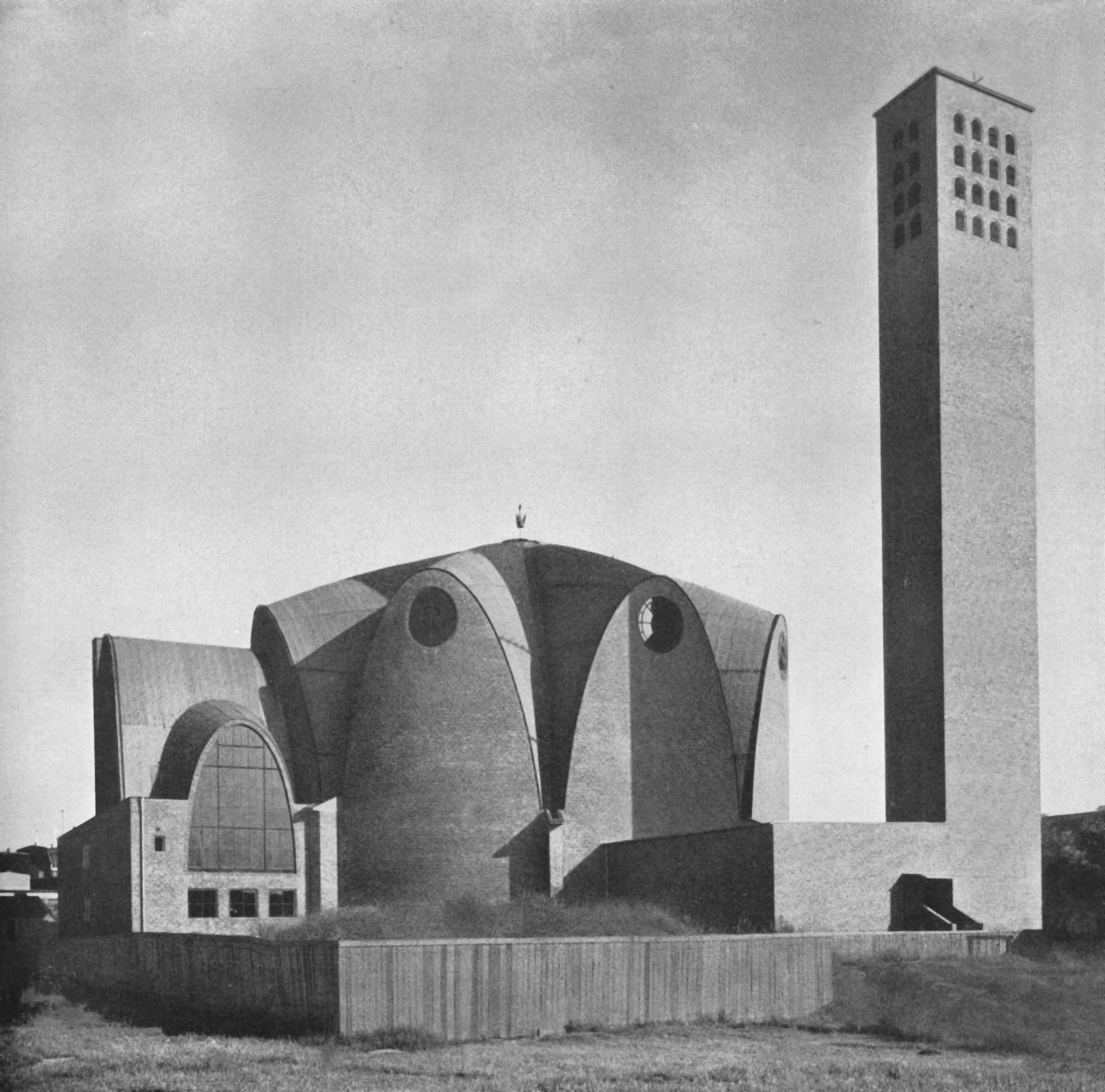
La chiesa all'epoca della costruzione

Si tratta di una chiesa a pianta circolare, con una struttura costituita da archi parabolici in calcestruzzo armato che si uniscono a formare una cupola.
Le pareti esterne sono rivestite in mattoni, mentre l'interno ha un aspetto spoglio per far risaltare la struttura.
La chiesa è posta su uno zoccolo all'interno del quale sono ospitati alcuni locali parrocchiali; sulla sinistra dell'ingresso, in posizione isolata, è posto il campanile.